# 자유를 위한 십자군

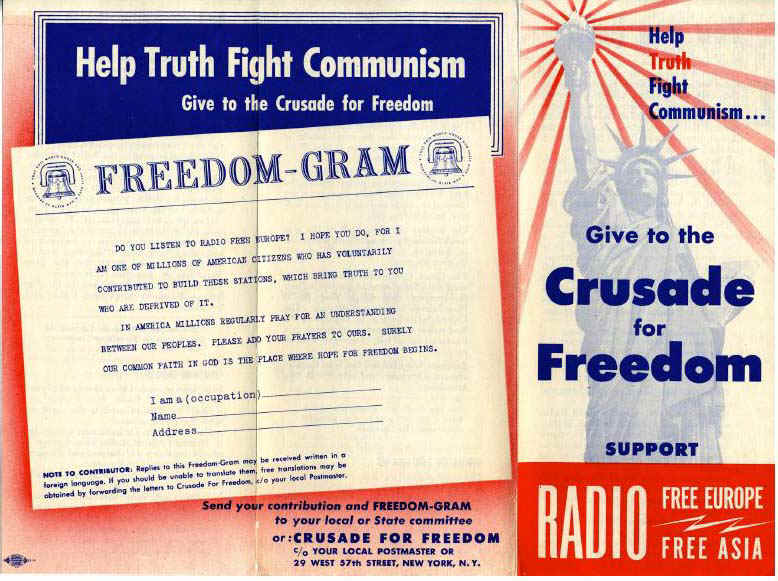
미국인들에게 십자군을 통해 자유 통신문을 보내도록 촉구하는 메시지

자유를 위한 십자군은 1950년부터 1960년까지 운영된 미국 선전 캠페인이다. 이 캠페인의 공개적인 목표는 자유유럽방송을 위한 자금을 모으는 것이었으며, 동시에 자유유럽방송에 대한 CIA의 자금 지원을 숨기고 미국의 냉전 정책에 대한 국내 지지를 얻는 역할을 했다.
드와이트 D. 아이젠하워 장군은 1950년 9월 4일 자유를 위한 십자군을 출범시켰다. 초대 위원장은 아이젠하워의 후임으로 점령 독일의 군정 총독이었던 루시우스 D. 클레이였다. 공식적으로 자유유럽국가위원회 (NCFE)가 관리하는 자유를 위한 십자군은 정책 조정실, 국무부, 그리고 중앙정보국 (CIA)과 직접적인 관계를 맺고 있었다.
십자군의 첫 행동 중 하나는 미국의 자유의 종을 본떠 만든 자유의 종을 만드는 것이었다. 이 종은 사람들이 서명할 자유 두루마리와 함께 미국 전역을 여행한 후 서베를린으로 보내졌고, 1950년 10월 24일 클레이에 의해 봉헌되었다. 십자군은 또한 일반 미국인들의 지지를 얻기 위해 집회, 퍼레이드, 대회를 조직했다.

## 기원
십자군은 1948년부터 1950년까지 프랭크 위스너와 정책 조정실 (OPC)의 후원 아래 구상되었다. OPC는 국가안전보장회의 지시인 NSC 20/4, 즉 "소련의 권력 구조, 특히 모스크바와 위성 국가 간의 관계에 최대한의 압력을 가하라"를 이행할 방법을 찾기 시작했다. 1949년 5월 자유유럽국가위원회 (NCFE)가 결성된 후, 후원자들은 합법적으로 보이려면 이 조직이 독립적으로 자금을 조달하는 것처럼 보여야 한다고 결정했다.
NCFE는 홍보 전문가인 애벗 워시번과 네이트 크랩트리를 고용하여 그들의 노력에 대한 대중 이미지를 만드는 것을 도왔다. 워시번에 따르면, "그들은 '돈을 모을 수 있는 뭔가를 얻을 수 있다면 좋다'고 말했지만, 그들의 첫 번째 바람은 이것을 자원봉사 활동으로 만들기 위해 대중의 참여를 유도하는 것이 분명했다." 워시번과 크랩트리는 자유의 종을 십자군의 상징으로 사용할 것을 제안했고, NCFE의 지시에 따라 루시우스 D. 클레이 장군을 위원장으로 물색했다. (클레이는 베를린 공수작전을 감독하면서 인기와 명성을 얻었다).
초기에 십자군은 서독 고등판무관 존 J. 맥클로이와 이전 워 광고 위원회로 알려진 고위 홍보 단체인 광고 협회를 포함한 주요 개인 및 단체로부터 지원과 협력을 약속받았다.

### 아이젠하워 연설

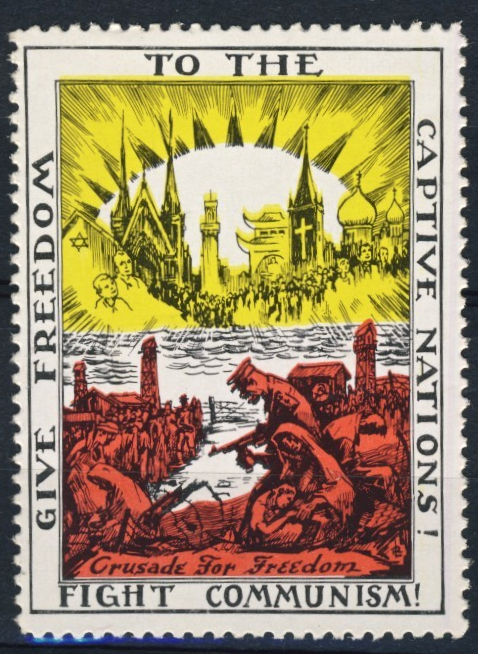
거짓 위에 거대한 진실을 묘사한 자유를 위한 십자군 우표

십자군은 클레이 이전에 독일 군정 총독이었던 아이젠하워 장군의 연설로 시작되었다. 1950년 9월 4일 (노동절) 오후 11시 15분 (동부 표준시)에 모든 주요 라디오 네트워크를 통해 수백만 명에게 방송된 이 연설은 현재 역사가들에 의해 냉전 초기 주요 공개 연설 중 하나로 인식된다. 아이젠하워는 이렇게 말했다:
인간의 자유를 파괴하고 세상을 지배하기 위해 공산주의자들은 전복, 뇌물, 부패, 군사 공격 등 상상할 수 있는 모든 무기를 사용한다! 이 모든 것 중 선전보다 더 교활한 것은 없다.

우리의 존재 자체에 대한 이 위협에 자극받아, 나는 오늘 밤 육군 장교가 아닌 또 다른 사적 시민으로서 자유를 위한 십자군에 대해 말한다. 이 십자군은 거대한 거짓에 거대한 진실로 맞서 싸우기 위해 사적인 미국 시민들이 후원하는 캠페인이다.
아이젠하워는 또한 자유 두루마리 개념을 소개했다:
이 진실을 위한 싸움에서 당신과 나는 분명히 할 역할이 있다. 십자군 활동 동안 우리 각자는 자유 두루마리에 서명할 기회를 가질 것이다. 이 두루마리는 자유에 대한 우리의 믿음과 하느님으로부터 자유의 권리를 얻는 개인의 존엄성에 대한 우리의 믿음을 선언한다. 우리 각자는 두루마리에 서명함으로써 지구상 어디에서든 나타나는 침략과 폭정에 저항할 것을 맹세한다. 그 말들은 우리 모두의 마음에 있는 것을 표현한다. 당신의 서명은 자유를 위한 한 방이 될 것이다.
아이젠하워의 연설문은 모든 주요 신문과 타임, 뉴스위크와 같은 잡지에 실렸으며, 이들 잡지는 9월 4일자 발행을 위해 사전에 연설문을 받았다.

### 자유의 종

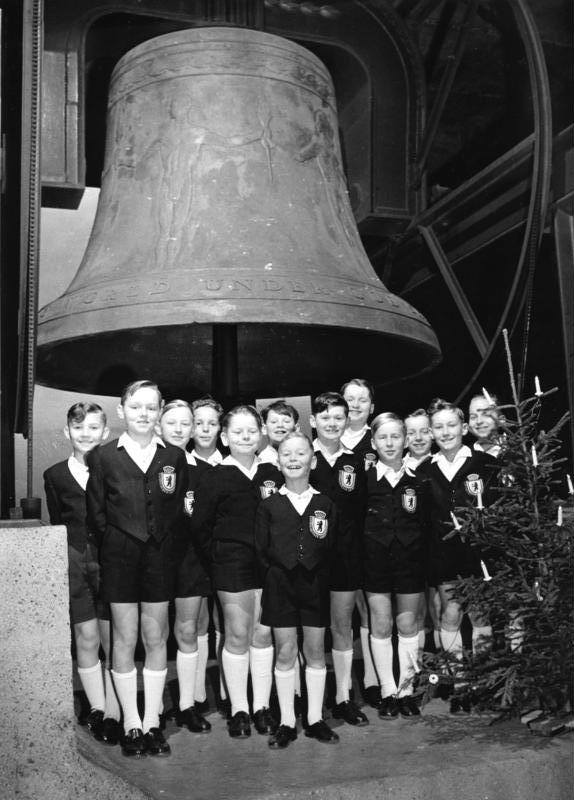
1958년 12월 서베를린의 거대한 자유의 종 아래서 포즈를 취하는 학생들.

워시번과 크랩트리의 자유의 종은 뉴욕의 월터 도윈 티그가 디자인했다. 종에는 에이브러햄 링컨의 "하느님 아래 이 세상에 새로운 자유의 탄생이 있을 것이다"라는 문구가 새겨져 있었다.
이 종은 영국에서 제작되어 아이젠하워의 연설에 이은 퍼레이드를 위해 뉴욕시로 운송되었다. 트럭으로 전국을 순회한 후 10월 8일까지 뉴욕으로 돌아왔다. 10월 21일 서베를린에 도착하여 1950년 10월 24일 클레이에 의해 공식적으로 봉헌되었다.

## 조직
자유를 위한 십자군에 대한 관할권은 여러 기관이 공유했으며, 지휘 계통은 모호했다. 심리 전략 위원회는 1952년 5월 이 프로젝트(다른 선전 및 심리전 작전과 함께)에 대한 궁극적인 통제권을 가졌다.
기업 회원으로는 헨리 포드 2세와 파필드 재단(또 다른 CIA 전선), 가드너 코울스 재단 기부자, 저널 히스토리의 후원자인 가드너 코울스 주니어 등 다수가 있었다. 십자군은 또한 미국 시나고그 협의회 회장인 랍비 버나드 J. 밤베르거와 대주교 프랜시스 스펠먼과 같은 종교 지도자들의 지지를 얻었다.
이 캠페인은 뉴욕 타임스와 샌프란시스코 이그재미너를 포함한 미국 언론의 직접적인 공모로 이익을 얻었는데, 이들은 CIA와의 연관성을 알고 있었음에도 불구하고 보도하지 않기로 선택했다.

### CIA
CIA는 자유를 위한 십자군에 대부분의 자금을 제공했으며, 5년 동안 5백만 달러를 지출했다 (이는 2023년 기준 5천5백만 달러 이상에 해당한다). 크리스토퍼 심슨의 『백래시』에 따르면, CIA는 십자군을 통해 이 시기에 미국에서 가장 큰 정치 광고주가 되었다.
자유를 위한 십자군은 미국 정부와 협력하여 소련의 몰락을 요구하는 전직 나치주의자들에게 대중적 정당성을 부여하는 데 도움을 주었다. CIA는 또한 자유를 위한 십자군을 이용하여 국제 난민이라는 단체에 자금을 제공함으로써 이 단체에 비밀리에 돈을 보냈다.

## 미국 내 활동
자유를 위한 십자군은 수백 개의 전국 및 지역 단체로부터 지지를 얻었으며, 미국 전역에서 수많은 행사를 개최했다. 일부 프로그램은 전국적인 규모였다:

### 모금 활동

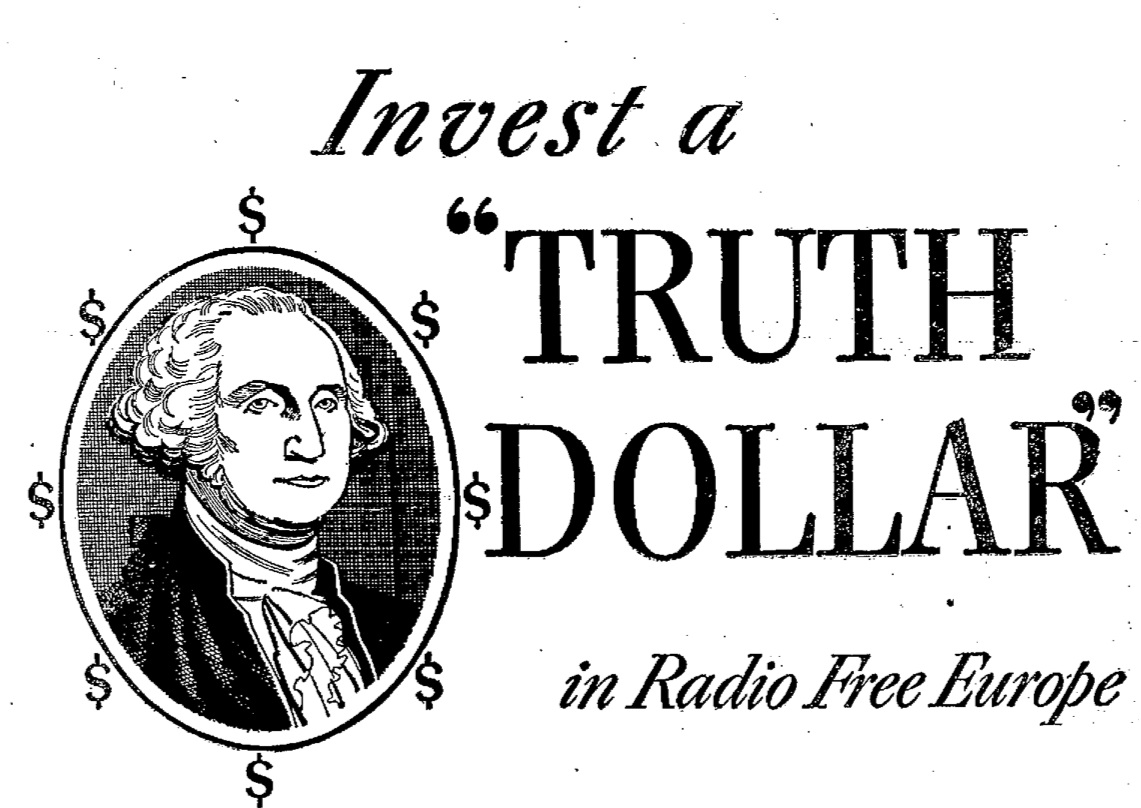
광고는 미국인들에게 진실 달러를 기부하도록 촉구한다. 1954년 모금 캠페인(십자군 역사상 가장 성공적인 캠페인)은 조지 워싱턴의 초상화가 새겨진 돈을 미국 자유의 상징으로 사용했다.

자유를 위한 십자군의 공식적인 국내 목표는 미국 시민들로부터 기부를 모으는 것이었고, 첫 해에 1,317,000달러를 모금하는 데 성공했다. 그러나 이 자금은 자유유럽방송 및 기타 선전 활동에 사용된 총액의 극히 일부에 불과했다.
십자군은 미국인들에게 "진실 달러"를 기부하도록 권장했는데, 이는 큰 재정적 장벽을 만들지 않으면서 프로젝트에 대한 투자를 확인하는 소액 기부였다. 1954년 모금 캠페인(십자군 역사상 가장 성공적인 캠페인)은 조지 워싱턴의 초상화가 새겨진 돈을 미국 자유의 상징으로 사용했다.

### 리핑 레나
리핑 레나는 1954년 8월 초 서독에서 정기 비행 중 실종되었다가 "굴하지 않는 플젠"이라고 서명된 반공주의 메시지를 가지고 다시 발견된 전서구였다. 그녀는 미국으로 보내졌고, 냉전 영웅으로 대우받았다. 그 후 그녀는 자유유럽방송과 십자군에 의해 마스코트로 채택되었다.

### 자유 두루마리
자유를 위한 십자군은 미국인들에게 다음 내용의 "자유 두루마리"에 서명할 것을 요청했다.
자유가 인간의 가장 소중한 권리라는 믿음으로, 자유를 위한 십자군에 자유 시민으로서 참여했음을 증명하기 위해 기꺼이 이 자유 두루마리에 서명합니다. 이로써 저는 철의 장막 뒤의 용감하고 자유를 갈망하는 사람들에게 진실과 희망을 가져다주는 수백만 명의 다른 미국인들과 손을 잡습니다.
캠페인 기간 동안 1,600만 명 이상의 사람들이 두루마리에 서명했다.

### 할리우드
자유를 위한 십자군은 "거짓에 거대한 진실로 맞서 싸우라"와 "진실이 공산주의와 싸우도록 도우라"와 같은 메시지를 홍보하며 해외에서의 냉전 노력에 대한 미국의 지지를 성공적으로 이끌어냈다. 로널드 레이건은 캠페인의 주요 미국 대변인이었다. 레이건은 또한 자유유럽방송이 체코슬로바키아로 방송하는 모습을 묘사한 친십자군 영화 『거대한 진실』(1951년)에 출연했다. 이 영화의 클립은 1951~2년 모금 캠페인 동안 허스트 코퍼레이션과 광고 협회가 제작한 자유를 위한 십자군 광고로 상영되었다.
십자군은 또한 세실 B. 드밀, 대릴 F. 재넉, 그리고 특히 로스앤젤레스에서 캠페인의 주요 후원자가 된 월터 왕거를 포함한 주요 할리우드 감독 및 제작자들의 협력을 확보했다.

### 청소년 십자군
십자군은 빙 크로스비와 그의 네 아들과 함께 "크로스비 가족과 함께하는 청소년 십자군"이라는 30분짜리 라디오 프로그램을 조직했다. 크로스비는 젊은이들에게 유럽의 자유를 위해 3센트(껌 세 개를 포기하는 것)를 기부해달라고 요청했다. 1951년 10월 3일 수요일은 "청소년 십자군의 날"로 선포되었고, 모든 연령대의 학생들이 학교 교실에서 크로스비 라디오 프로그램을 들었다.

### 풍선 발사

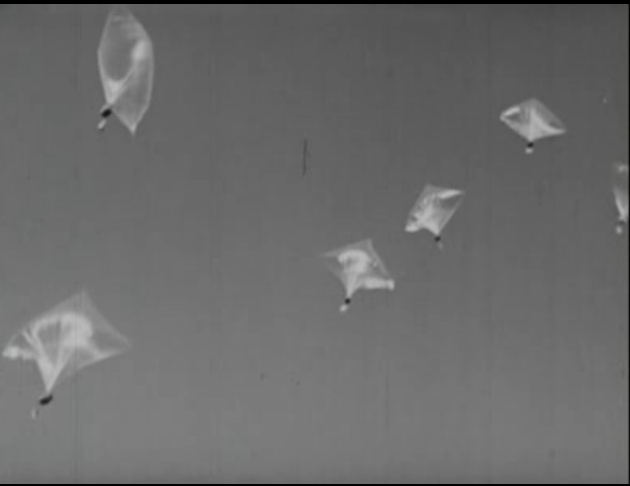
이글스 형제회는 철의 장막 너머로 보내지는 풍선 메시지와 유사하게 미국에서 풍선을 발사했다.

1954년, 이글스 형제회는 "이글스 자유 비행"을 실시하여 미국 전역에 4,164개의 헬륨 풍선을 흩뿌렸다. 이 풍선들은 철의 장막 너머 동유럽으로 보내지는 풍선들과 유사했다. 이들은 전단지, 신분증, 진실 달러 기부를 위한 봉투를 가지고 있었다. 가장 멀리 날아간 풍선을 발견한 사람은 25달러 채권을 얻었으며, 전체 행사는 헨리 루스의 라이프 잡지에 보도되었다. 이글스는 1955년과 1956년에도 유사한 프로그램을 실행했으며, 응답자들에게 "자유상" 수상자와 단체를 지명하도록 요청하기도 했다.

### 성명서 공모전
십자군은 미국인들에게 유럽 방송용 문구를 작성하도록 장려하는 성명서 및 에세이 공모전을 개최했다. 이 중 일부는 1950년과 1951년에 열렸다. 이 개념은 1958년에서 1959년에 걸쳐 광고 협회가 주로 운영하고 홍보한 진실 방송 공모전과 함께 광범위하게 시행되었다. 광고는 청취자들에게 "미국인으로서, 나는 자유유럽방송을 지지합니다. 왜냐하면...."이라는 문장을 완성하도록 요청했다.
이 공모전은 라디오, 잡지, 신문, 저널을 통해 발표되었다. 또한 미국 고등학교의 50%에서 사용되는 리더스 다이제스트의 교육판에도 홍보되었는데, 학생들에게 문장을 완성하고, 자신만의 방송을 상상하고, 자유유럽방송에 대한 몇 가지 질문에 답하도록 하는 연습이 포함되었다. 우승자들은 뮌헨으로 비행하여 라디오로 자신들의 응모작을 읽었다.

## 발전

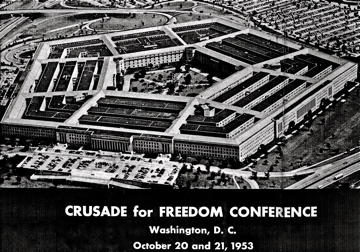
펜타곤에서 열린 회의

십자군은 1951년 노동절(9월 3일)에 해럴드 스타센이 이끄는 두 번째 미국 캠페인을 시작했다. 이제 북대서양 조약 기구의 최고 사령관이 된 아이젠하워는 또 다른 연설을 했다. 이러한 연간 캠페인은 십 년 내내 계속되었다.
1952년 클레이는 십자군이 "대기업"이 되어가고 대규모 기업 기부가 그 이미지를 훼손할 수 있다는 우려로 위원장직에서 물러났다. 헨리 포드 2세가 위원장직을 맡았다 (그는 십자군을 후원했던 아메리칸 헤리티지 재단의 회장도 되었다). 아이젠하워(포드 2세가 라디오로 소개)는 1952년 11월 11일 — 대통령으로 당선된 지 일주일 후 — 세 번째 자유를 위한 십자군 연설을 했다. 같은 방송에서 청취자들은 패배한 애들레이 스티븐슨도 십자군에 대한 지지를 표명하며 다음과 같이 말했다: "이 프로그램들은 어떤 공식 정보 기관도 가질 수 없는 자발성과 신선함을 가지고 있습니다. 자유는 정부의 개입이나 기타 공식적인 치장이 목소리를 억누르거나 증폭시키지 않을 때, 사람 대 사람 사이에서 가장 명확하게 말합니다." (아이젠하워는 햄트램크와 같은 이민자 커뮤니티에 전단지를 뿌려 동유럽 해방 의제를 "배신"한 것에 대해 스티븐슨을 비난하도록 명령할 준비가 되어 있었다고 전해진다.)

## 같이 보기
- 아스트로터핑
- 찰스 더글러스 (C. D.) 잭슨
- CIA의 여론 영향
- 처치 위원회
- 모킹버드 작전
- 자유아시아방송

### 참고 문헌
- Cummings, Richard H. (2010). 《Radio free Europe's "Crusade for freedom" : rallying Americans behind Cold War broadcasting, 1950-1960》. Jefferson, N.C.: McFarland & Co. ISBN 9780786444106.
- Saunders, Frances Stonor (1999). 《The cultural cold war : the CIA and the world of arts and letters》. New York: New Press. ISBN 978-1-56584-596-1.
- Simpson, Christopher. Blowback: America's Recruitment of Nazis and Its Effects on the Cold War. New York: Collier, 1988.
- Wilford, Hugh. The Mighty Wurlitzer: How the CIA Played America. Cambridge: Harvard University Press, 2008.  ISBN 978-0-674-02681-0.